# Anatema (pel·lícula de 2024)
Anatema és una pel·lícula de terror espanyola dirigida per Jimina Sabadú i produïda per Álex de la Iglesia. Està distribuïda per Sony Pictures. S'ha subtitulat al català.

## Sinopsi
Juana (Leonor Watling) és una monja de fort caràcter marcada per una experiència paranormal. Un encàrrec misteriós de l'Arquebisbat la portarà fins a una antiga església del vell Madrid, construïda sobre un entramat de passadissos d'origen desconegut. Allà la Juana descobrirà que a les entranyes de l'edifici hi ha alguna cosa anterior a les llegendes que s'expliquen sobre aquell lloc. I el Mal que hi habita ha començat a infectar l'exterior.

## Repartiment
- Leonor Watling com Juana
- Pablo Derqui Maestre